# Obligationsmarschen
Obligationsmarschen (Nederlands: De obligatiemars) is een Zweeds lied dat is geschreven in 1940 door Lars-Erik Larsson en Alf Henrikson met de bedoeling om de aankoop van defensieobligaties aan te moedigen. Het lied was in opdracht gemaakt.
Na een fanfare-klinkende inleiding volgde het refrein met de dringende vraag ”Går du med efter obligationer / Har du hört vilken ränta du får / Vi ska skramla till många miljoner / Vi ska tömma vår spargris i år.” (Gaat u mee in obligaties / Heeft u gehoord wat voor rente u krijgt / Wij gaan vele miljoenen inzamelen / Wij gaan ons spaarvarken dit jaar leegmaken.)
Dat het geld zou worden gebruikt om "gjuta kanoner" (kanonnen te gieten) en "ladda patroner" (patronen te laden) bleek uit het opvolgende deel van de tekst.
De mars werd een enorme hit, gezongen door onder andere Ulla Billquist & Sven-Olof Sandberg als de B-kant van de single "Beredskapsvals" (Bereidheidswals) en velen verwonderden zich over het vermogen van de "serieuze" Lars-Erik Larsson om zogenaamde populaire muziek te schrijven. Minder over de eigenzinnige tekst van Alf Henrikson, bekend als hij was met zijn "dagsverser" in Dagens Nyheter.

Poster die oproept tot defensieobligaties met de tekst "Voor defensie en arbeid - de tweede defensieloon."

Het melodie van dit lied zou later gebruikt worden in de Noorse mars Norge i rødt, hvitt og blått (Noorwegen in rood, wit, en blauw).

## Tekst
| Zweedse origineel | Nederlandse vertaling |
| --- | --- |
| Kom med, kom med bland gäss och kor, till Tommelilla postkonotor och stå med oss i kö! Här ligger slätten vid och stor och vetet trivs och livet gror i sockerbetans frö. Än finns det namn som i bankerna går, i Simrishamn och Kristianstad i år. Refr: 𝄆Går du med efter obligationer? Har du hört vilken ränta du får? Vi ska skramla till många miljoner, vi ska tömma vår spargris i år!𝄇 Kliv på, kliv på i ändlös rad, till banken i Karlskoga stad, ur präktigt gjuteri! Här lyser solen, gul och glad, och björken öppnar sina blad, och Värmlands vår står bi. Allt vi ger ut, får vi åter helt visst, när det blir slut, uppå kriget till sist. Kom och hjälp att gjuta kanoner, du ska se att du kan och det går! Kom och hjälp oss att ladda patroner, för en bråkdel av lönen du får! Refr. Kom med, från Lund och Bovallstrand, till Arvidsjaur och Härnösand bland vårens gröna strån. Och låt oss vandra hand i hand, i hela Sveriges långa land, och täcka statens lån. Tiden som var blev det överskott på, än finns det kvar lite slantar från då! Kom baroner, och täta patroner, kom, prostinnor, i torparnas spår! Kom till postens kontor och stationer, ifrån bygdernas vinklar och vrår! Refr: Går du med efter obligationer? Har du hört vilken ränta du får? Vi ska skramla till många miljoner, vi ska tömma vår spargris i år! | Kom mee, kom mee onder ganzen en koeien, naar Tommelilla postkantoor en sta met ons in de rij! Hier ligt de vlakte wijd en breed en de tarwe gedijt en het leven groeit in de zaden van de suikerbieten. Er zijn nog steeds namen die de banken in gaan, in Simrishamn en Kristianstad dit jaar. Refr: 𝄆Gaat u mee in obligaties? Heeft u gehoord wat voor rente u krijgt? Wij gaan vele miljoenen inzamelen, wij gaan ons spaarvarken dit jaar leegmaken.𝄇 Stap op, stap op in een eindeloze rij, naar de bank in Karlskoga, uit prachtige gieterij! Hier schijnt de zon, geel en blij, en de berk opent zijn bladeren, en Värmlands lente staat erbij. Alles dat wij uitgeven, krijgen we heel zeker terug, wanneer de oorlog ten einde is gekomen. Kom en help de kanonnen te gieten, u zult zien dat u 't kunt en gaat! Kom en help ons patronen te laden, voor een fractie van het salaris dat u krijgt! Refr. Kom mee, van Lund en Bovallstrand, naar Arvidsjaur en Härnösand tussen de groene sprieten der lente. En laat ons hand in hand gaan, door heel het Zweedse lange land, en dek het loon van de staat. De tijd die er was kende overschotten, nog zijn er centjes van toen! Kom baronnen en dicht patronen af, kom, provoostes, in de voetstappen van de kleinschalige boeren! Kom naar postkantoren en stations, van alle hoeken en gaten! Refr: Gaat u mee in obligaties? Heeft u gehoord wat voor rente u krijgt? Wij gaan vele miljoenen inzamelen, wij gaan ons spaarvarken dit jaar leegmaken. |